# Liste von Komponisten des portugiesischen Films
Die Liste von Komponisten des portugiesischen Films listet Komponisten auf, die Filmmusik für Werke des portugiesischen Films schufen. Dies sind nicht ausschließlich Portugiesen.
Hier werden nur Komponisten aufgeführt, die Filmkomponisten sind, also Werke für portugiesische Filme schrieben. Komponisten, deren Arbeiten nicht explizit für einen Film, sondern bereits sämtlich vorher zu anderen Zwecken veröffentlicht wurden, werden hier nicht mit aufgelistet. Dazu zählen insbesondere Werke klassischer Komponisten (siehe dazu die Liste portugiesischer Komponisten klassischer Musik) oder Stücke portugiesischer Pop- und Rockmusiker, die auch in Filmen Verwendung finden.
Die Liste erhebt keinen Anspruch auf Vollständigkeit.

## A
- Pedro Abrunhosa (u. a. Adão e Eva 1995, Der Brief 1999, Para Além da Memória 2019)
- José M. Afonso (u. a. Sei Lá 2014, O Fim da Inocência 2017, Parque Mayer 2018)
- António Victorino de Almeida (u. a. O Cerco 1970, A Culpa 1980, Nelken für die Freiheit 2000)
- Dimitris Andrikopoulos (u. a. Nadir Afonso - O Tempo Não Existe 2012, Mau Mau Maria 2014, Os Dias de Mário Cláudio: Tocata e Fuga 2016)
- Jorge Arriagada (u. a. O Processo do Rei 1990, Die wiedergefundene Zeit 1999, Die Geheimnisse von Lissabon 2010)
- Carlos de Azevedo (O Bobo 1987, Viuvez Secreta 1992, Zéfiro 1993)

## B
- Roque Baños (The Man Who Killed Don Quixote 2018)
- Jean-Luc Barbier (In der weissen Stadt 1983)
- André Barros (u. a. Our Father 2013, The Left Behind 2015, Leda 2021)
- José Luís Borges Coelho (Christoph Kolumbus – Das Rätsel 2007, O Velho do Restelo 2014)
- Joly Braga Santos (u. a. Chaimite 1953, O Crime da Aldeia Velha 1964, O Trigo e o Joio 1965)
- José Mário Branco (u. a. Outro País: Memórias, Sonhos, Ilusões… Portugal 1974/1975 2000, The Lovebirds 2007, Die Portugiesin 2018)
- Paolo Buonvino (Das Wunder von Fatima – Moment der Hoffnung 2020)

## C
- Nuno Canavarro (u. a. Fintar o Destino 1998, O Gotejar da Luz 2002, Estrada de Nada 2015)
- Xavier Capellas (Perdidos 2017)
- Fernando de Carvalho (u. a. Maria Papoila 1937, O Pai Tirano 1941, A Costureirinha da Sé 1958)
- José Joaquim de Castro (u. a. 7 Pecados Rurais 2013, Bis dass das Leben uns scheidet 2021, O Pai Tirano 2022)
- Luís Cília (u. a. Der Sprung 1967, Camarate 2001, Os Gatos Não Têm Vertigens 2014)
- Ruy Coelho (u. a. Ala-Arriba! 1942, Camões 1946, A Garça e a Serpente 1952)

## D
- Filipe Damião (Balas & Bolinhos – O Último Capítulo 2012, No Turning Back 2012, Balas & Bolinhos – O Início 2013)
- Riccardo Del Fra (Longe da Vista 1998, Peixe Lua 2000)
- Manu Dibango (Nha Fala – Meine Stimme 2002)

## E
- António Emiliano (u. a. Duma Vez por Todas 1986, Ein ganz normales Leben 1994, 20,13 2006)

## F
- Fausto (u. a. A Confederação: O Povo É Que Faz a História 1978, Bericht über die Ereignisse in Guinea 1980, Peregrinação 2017)
- Annette Focks (Nachtzug nach Lissabon 2013)
- Manuel Freire (u. a. Pedro Só 1972, Barbara 1980, Palavras Ditas 1984)
- Frederico de Freitas (u. a. A Severa 1931, Maria Papoila 1937, Fado, História d’uma Cantadeira 1947)
- Luís de Freitas Branco (u. a. Gado Bravo 1934, Frei Luís de Sousa 1950)
- Paulo Furtado (u. a. Tebas 2007, Estrada de Palha 2012, Caminhos Magnétykos 2018)

## G
- Sérgio Godinho (u. a. Os Demónios de Alcácer-Kibir 1976, Kilas, o Mau da Fita 1980, Vingança 2007)

## H
- Dickon Hinchliffe (Frankie 2019)

## I
- Alberto Iglesias (Ballade vom Hundestrand 1987)

## J
- Pedro Janela (u. a. Quinze Pontos na Alma 2011, Al Berto – Grenzenlose Liebe 2017, Allein an der Front 2018)
- André Joaquim (u. a. Linhas de Sangue 2011, Um Dia Longo 2011, Assim Assim 2012)
- Alain Jomy (u. a. O Lugar do Morto 1984, Aqui d'El Rei! 1991, Jaime 1999)

## K
- Rainer Kirchmann (Abendland 1999)
- Jürgen Knieper (Der Stand der Dinge 1982, Lisbon Story 1994)
- Andrzej Korzyński (Cosmos 2015)

## L
- Rodrigo Leão (u. a. Der Butler 2013, Portugal, mon amour 2013, Am Rande der Demokratie 2019)
- Edu Lobo (O Xangô de Baker Street, 2001)

## M
- Paulo Machado (u. a. Duplo Exílio 2001, Floripes 2005, Dr. Cretinus Retorna 2013)
- Luís Pedro Madeira (u. a. Gott mochte nicht 2007, Futebol de Causas 2009, Pedro e Inês 2018)
- Nuno Malo (u. a. Amália 2008, Assalto ao Santa Maria 2010, São Jorge 2016)
- Pedro Marques (u. a. A Morte de Carlos Gardel 2011, Bad Investigate 2018, Cuba Libre 2022)
- Hans May (Gado Bravo 1934)
- Toshirō Mayuzumi (Das Kloster 1995)
- Jaime Mendes (u. a. O Costa do Castelo 1943, Capas Negras 1947, Sonhar É Fácil 1951)
- Bingen Mendizábal (Geheimnisse des Herzens 1997)
- Hugo Mesquita (u. a. Closer 2001, Dança-me 2008, Mau Mau Maria 2014)
- Ennio Morricone (Erklärt Pereira 1995)

## N
- Emmanuel Nunes (u. a. Harte Arbeit am Fluss Douro (Neufassung von 1995), Reise an den Anfang der Welt 1997, Das Porto meiner Kindheit 2001)

## P
- João Paes (u. a. Benilde, Jungfrau und Mutter 1975, Mein Fall 1986, Die Kannibalen 1988)
- Madalena Palmeirim (Lá Vem o Dia 2018, A Metamorfose dos Pássaros 2020, #4 Mangifera 2022)
- Carlos Paredes (u. a. Die grünen Jahre 1963, Das Leben ändern 1966, Palavra e Utopia 2000)
- Ivo Paunov (January 2021)
- Eugénio Pepe (u. a. Operação Dinamite 1967, Bonança & C.a 1969, Briefe aus dem Krieg 2016)
- Bruno Pernadas (u. a. A Toca do Lobo 2015, Ramiro 2017, Patrick 2019)
- António Pinho Vargas (u. a. Harte Zeiten für unsere Zeiten 1988, Cinco Dias, Cinco Noites 1996, Quem És Tu? 2001)
- Nicola Piovani (Amok 1993, Interdit aux chiens et aux Italiens 2022)
- Zbigniew Preisner (Fluchtpunkt 1993)

## R
- Nuno Rebelo (u. a. Mar à Vista 1989, Auf Wiedersehen, Prinzessin 1992, Tarde Demais 2000)
- Ulrich Reuter (Ein Sommer in Portugal 2013)
- Mariana Ricardo (u. a. Xavier 1992, 4 Copas 2008, Gambozinos 2013)
- Nelson Riddle (Geheimzentrale Lissabon 1956)

## S
- Mikel Salas (América 2010)
- Bernardo Sassetti (u. a. Es war einmal in Afrika 2004, Alice 2005, Second Life 2003)
- Henri Seroka (Aristides de Sousa Mendes, O Cônsul de Bordéus 2011)
- Howard Shore (Cosmopolis 2012)
- Jaime Silva Filho (u. a. Das Lied von Lissabon 1933, Aniki Bóbó 1942, Nazaré 1952)
- Alexandre Soares (u. a. Sapatos Pretos 1998, Sie haben meinen Sohn getötet! 2001, Noite Escura 2004)

## T
- Fernando Trueba (Belle Epoque 1992)

## V
- Elvis Veiguinha (u. a. Um Tiro no Escuro 2005, Vila Faia 2008, Contrato 2009)
- Manuel Jorge Veloso (u. a. Belarmino 1964, Uma Abelha na Chuva 1972; A Embalagem de Vidro 2019)
- Manuel João Vieira (u. a. Alentejo Sem Lei 1991, O Candidato Vieira 2005, Cabaret Maxime 2018)

## W
- Gast Waltzing (Os Imortais 2003)
- Michel Wintsch (Lissabonner Requiem 1998)

## Z
- Johan Zachrisson (Aparelho Voador a Baixa Altitude 2002, A Filha 2003)
- Hans Zimmer (Das Geisterhaus 1993)